# Gavin Koppell
«  DJ Lyfe » redirige ici. Pour les autres significations, voir Lyfe.
Pour les articles homonymes, voir Koppel.
Gavin Koppell, plus connu sous le pseudonyme de DJ Lyfe, est un disc jockey et graffiti-artist américain. Il a entre autres collaboré avec le groupe Incubus, de 1996 à 1998.

## Période Incubus
Gavin s'immerge dans le monde de la musique en 1987, et prend d'abord part au mouvement "house". Il rencontre les membres d'Incubus en 1994, au "S.I.R. Theater, et intègrera le groupe en 1996, s'identifiant alors sous le nom de scène de DJ Lyfe.
Il participe aux deux premières "grosses" parutions du groupe (Enjoy Incubus (1996) et S.C.I.E.N.C.E. (1997), où il apparaitra comme "Turntable Kung-Fu" ("Kung-Fu platine")) en tant que platiniste.
En 1998, des tensions entre lui et le reste de la bande l'obligent à quitter Incubus; il sera remplacé par DJ Kilmore.

## Activités post-Incubus
En février 2010, Gavin est sommé de « restituer ou de mettre en vente ses armes à feu » par la "Cour Supérieure de Los Angeles", après avoir prétendumment harcélé DJ Kilmore et sa compagne, en décembre 2009, alors qu'il avait proposé à ce dernier de se battre dans une rue de la ville. Il est également condamné à s'éloigner du couple pendant une durée d'au moins 3 ans.